# Eta Piscium
Eta Piscium (η Psc, Alpherg) – najjaśniejsza gwiazda w gwiazdozbiorze Ryb. Według pomiaru sondy Gaia najduje się około 271 lat świetlnych od Słońca.

## Nazwa
Gwiazda ta ma nazwę własną Alpherg; wywodzi się ona od arabskiego ‏فرغ‎ Pharg, co oznacza „wylew [wody]”. Inną nazwą tej gwiazdy jest Kullat Nunu, która (według Josepha Eppinga) wywodzi się z języka babilońskiego i oznacza „sznur Ryb”, łączący wyobrażone figury Ryb w konstelacji. Międzynarodowa Unia Astronomiczna w 2018 roku formalnie zatwierdziła użycie nazwy Alpherg dla określenia tej gwiazdy.

## Charakterystyka
Eta Piscium to jasny, żółty olbrzym należący do typu widmowego G7. Gwiazda ma temperaturę 4898 K. Rozmiar kątowy tej gwiazdy został zmierzony, dalej podane parametry gwiazdy zostały obliczone dla odległości 350 lat świetlnych, zgodnej z pomiarami sondy Hipparcos: w tej odległości jej średnica okazuje się być 29,5 raza większa od słonecznej, a gwiazda świeci 447 razy jaśniej od Słońca. Masa tej gwiazdy to od 3,4 do 4,4 masy Słońca. Około 250 milionów lat temu była ona błękitną gwiazdą typu B, ale opuściła już ciąg główny i obecnie w jej wnętrzu trwa synteza helu w węgiel. Jest to także gwiazda zmienna typu Gamma Cassiopeiae.
W 1878 roku Sherburne Wesley Burnham odkrył, że olbrzym ma słabszą towarzyszkę, gwiazdę o wielkości 7,51m, oddaloną o 0,6 sekundy kątowej (pomiar z 2008 r.). Wielkość tej gwiazdy była też podawana jako 11m; rozbieżność jest związana z błędem pomiaru. Jest to żółto-biały karzeł typu F (gdyby druga wartość była prawdziwa, byłby to pomarańczowy karzeł typu K).
Gwiazdy cechuje ten sam ruch własny, co wskazuje, że są związane grawitacyjnie. W 2010 roku wyznaczono, że okres orbitalny układu to 850 ± 66 lat, a mimośród jest znaczny, równy 0,469 ± 0,53. Półoś wielka orbity to 1,228″, co w tej odległości odpowiada około 132 au. Suma mas gwiazd obliczona na podstawie orbity to 3,2 ± 0,9 M☉. Jest ona niższa niż masa wyznaczona indywidualnie dla jaśniejszego składnika, co wskazuje na niepełne zrozumienie tego układu.